# Cacyreus dicksoni
Cacyreus dicksoni är en fjärilsart som beskrevs av Terence Dale Pennington 1962. Cacyreus dicksoni ingår i släktet Cacyreus och familjen juvelvingar. Inga underarter finns listade i Catalogue of Life.